# Josef Matzura
Josef Matzura (ur. 26 lutego 1851 r. w Bielsku – zm. 15 czerwca 1936 r. w Mikulovie) – niemiecki nauczyciel i urzędnik państwowy, historyk, archiwista, krajoznawca i regionalista, związany ze Śląskiem Austriackim i Morawami.
Uczył się w gimnazjum w Cieszynie, a w latach 1871–1875 studiował historię i literaturę niemiecką na uniwersytecie wiedeńskim. Później uczył w gimnazjach w Cieszynie i Bielsku. Od 1886 r. mieszkał w Brnie, gdzie pracował jako nauczyciel i gdzie był również członkiem Rady Miejskiej, a następnie od 1909 r. w Mikulovie, gdzie był starostą i profesorem tamtejszego gimnazjum pijarskiego. W latach 1892–1910 był działaczem niemieckiego Towarzystwa Historycznego Śląska i Moraw. Był jednym z najaktywniejszych działaczy założonego w 1893 r. niemieckiego towarzystwa turystycznego Beskidenverein. Publikował artykuły historyczno-krajoznawcze oraz przewodniki turystyczne po Beskidach i Morawach.
Opublikował m.in.:
- Die Geschichte der Stadt Teschen und andere bedeutende Schriften von Anton Peter, (w:) „NotizenBlatt“, 1889;
- Illustrierter Führer durch die Beskiden und die angrenzenden Landschaften,  wyd. Eduard Feitzinger ,Teschen 1890;
- Die Beskiden Führer durch die West-Beskiden und die angrenzenden Landschaften, wyd. C. Winiker, 1907;
- Führer durch Nikolsburg, Feldsberg, Eisgrub und die Pollauer Berge, 1921;
- Nikolsburg und seine ältesten Namensschreibungen, 1927;